# Полев, Андрей Богданович
Андрей Богданович Полев (15?? — 1618) — государственный и военный деятель Русского государства, воевода во времена правления Бориса Годунова, Смутное время и правление Михаила Фёдоровича.
Представитель дворянского рода Полевы (смоленская ветвь Рюриковичей). Старший из двух сыновей воеводы Богдана Ивановича Полева, который в 1598 году подписался под соборным определением (постановлением) об избрании на царский престол Бориса Фёдоровича Годунова. Его младший брат Фёдор погиб под Москвой в 1618 году.

## Биография
В 1604 году послан Государём осматривать войска в Пронск и рязанские места. В 1605 году показан в стряпчих, отправлен вторым в Тулу собирать дворян против Лжедмитрия I. В 1613 году в чине стольника "смотрел в кривой государев стол" в селе Воздвиженском.
В 1614 году находился на воеводстве в Ельце, который в тот период времени был пограничным русским укреплением, откуда в том же году вызван в Москву.
В 1616 году упоминается в «окладной книге». В сентябре этого же года во время поездки государя Михаила Фёдоровича в Троице-Серигеву лавру «смотрел в кривой стол» в селе Воздвиженском.
В 1618 году второй воевода в Ельце, где руководил обороной города от малороссийского гетмана Петра Сагайдачного, который во главе Малороссийского реестрового войска выступил в поход на южнорусские земли, чтобы соединиться под Москвой с польско-литовской армией под командованием королевича Владислава Вазы. По пути на Москву казацкие полки взяли и разграбили города Путивль, Рыльск и Ливны (первый город Засечной черты), и на пути наказного гетмана к русской столице встала крепость Елец, как важный опорный пункт Большой засечной черты имевший стратегическое значение, так как он находился между Москвой и Рязанью. Запорожские черкасы осадили город, но ельчане во главе с воеводой укрылись в крепости, отражая приступы. Увидев, что силой город-крепость не взять, П. Сагайдачный пошел на хитрость. Казаки сняли осаду и сделали вид, что отступают. Не очень искушенный в военных делах Андрей Богданович Полев (ему «ратное дело было не за обычай») приказал преследовать противника и «со всеми людьми из города вышел». Увлеченные преследованием ельчане отошли от города, а в это время отряд казаков, сидевший в засаде, ворвался в беззащитный Елец. Город был разорён и сожжён, многие его защитники, в том числе и воевода Андрей Полев, погибли.
Единственный сын — стольник и воевода Иван Андреевич Полев (умер 14 ноября 1672 году).